# Krypkasino
Krypkasino är ett kortspel som är en vidareutveckling av kortspelet kasino. De båda spelen spelas efter i princip samma regler, men med den stora skillnaden att det i krypkasino gäller att undvika att ta poäng. 
I krypkasino används två sammanblandade kortlekar. Spelets mekanism är densamma som i kasino: spelarna ska endera ta hem kort, som är utlagda på bordet, eller lägga ut kort. Ta hem kort gör man genom att matcha dessa mot kort på handen med motsvarande siffervärden, vilket är något som man i det här spelet vanligtvis försöker undvika. Att lägga ut ett kort på bordet kallas för att krypa. Man får bara krypa med kort som det inte går att ta med.
Poäng, det vill säga minuspoäng, delas ut för hemtagna kort, och det sker efter ungefär samma regler som i kasino.

## Varianter
I varianten avig kasino, även kallad kasino misär, används bara 1 kortlek.